# نوارهای هدایت و ظرفیت

نمایش باند انرژی در جامدها

رابطهٔ رسانایی، نارسانایی و نیمه‌رسانایی با ضخامت نوار ممنوعه

در فیزیک حالت جامد، نوار ظرفیت و نوار هدایت (به انگلیسی: Valence and conduction bands) باندهایی نزدیک به تراز فرمی هستند و در نتیجه تعیین کنندهٔ میزان هدایت الکتریکی در جامدها هستند. نوار ظرفیت بالاترین گستره از انرژی الکترون است که در آن‌جا در دمای صفر مطلق الکترون‌ها به‌طور معمول وجود دارند. در نیمه‌رساناها و نارساناها نواری با انرژی بالاتر وجود دارد که به آن نوار هدایت می‌گویند و توسط نوار ممنوعه از نوار ظرفیت جدا می‌شود. در شبه‌فلزات نوار ممنوعه وجود ندارد. در واقع فاصله‌ای بین نوار ظرفیت و نوار هدایت موجود نیست. باند هدایت کمترین گستره از حالت‌های خالی الکترونی است. در نمودار نظریهٔ نوارهای یک ماده، نوار ظرفیت در زیر سطح فرمی قرار گرفته‌است، در حالی که باند هدایت در بالای آن واقع شده‌است. این تمایز در فلزها البته بی‌معنی است زیرا که بالاترین باند در مورد فلزها همیشه تا اندازه‌ای پر است، در نتیجه جانشین ویژگی‌های هر دوی نوار ظرفیت و باند انتقال است.
به این ترتیب، رسانایی الکتریکی یک جامد به توانایی آن در به جریان انداختن الکترون‌ها از باند ظرفیت به باند هدایت بستگی دارد. علت کم بودن هدایت الکتریکی در نارساناها و نیمه‌رساناها به خصوصیات باند هدایت آن‌ها برمی‌گردد. در این مواد نوار هدایت به‌طور کامل پر شده‌است و هیچ فضای خالی (یا سطح انرژی اشغال نشده) وجود ندارد. در نتیجه هنگام اعمال میدان الکتریکی، الکترونها نمی‌توانند شتاب گرفته و با افزایش انرژی خود شروع به حرکت کنند.
در نیمه‌رساناها که گاه هدایت الکتریکی دیده می‌شود به این دلیل است که تعدادی از الکترون‌های نوار ظرفیت آن قدر انرژی بدست می‌آورند (مثلاً انرژی حرارتی) که می‌توانند از نوار ممنوعه عبور کرده و به نوار هدایت بروند. در این حالت هم الکترون‌هایی که در نوار هدایت هستند و هم حفره‌هایی که در نوار ظرفیت ایجاد شده‌اند می‌توانند هدایت الکتریکی را سبب شوند.
در فلزات باند ظرفیت کاملاً پر نشده و الکترون‌ها می‌توانند به راحتی حرکت کنند. در واقع نوار هدایت یا باند هدایت نواری است که از نوار ظرفیت، الکترون می‌پذیرد. حامل‌های بار منفی، الکترون‌هایی هستند که انرژی کافی برای فرار از نوار ظرفیت و پرش به نوار هدایت را داشته‌اند. آن‌ها آزادانه در سراسر شبکهٔ کریستالی حرکت می‌کنند و به‌طور مستقیم در رسانا سازی نیمه‌هادی نقش دارند. حامل‌های بار مثبت، حفره‌ها هستند. حضور یک حفره اشاره به این واقعیت است که در باند جایی برای یک الکترون (یعنی منفی حامل بار) وجود دارد در حالی که الکترون ثابتی در آن مکان خاص وجود ندارد. از آن‌جا که الکترون پتانسیل آن را دارد که وجود داشته باشد و در عین حال وجود نداشته باشد، از حفره به عنوان حامل مثبت شارژ هم یاد شده‌است.